# Фалькенхайн
Фалькенхайн (нем. Falkenhain) — бывшая коммуна в немецкой федеральной земле Саксония. 1 января 2012 года вошла в состав общины Лоссаталь.
Коммуна подчинялась административному округу Лейпциг и входила в состав района Лейпциг. Население составляло 3727 человек (на 31 декабря 2010 года). Занимает площадь 73,25 км². Официальный код района 14 3 83 100.
Коммуна подразделялась на 10 сельских округов.